# Борац (футбольний клуб, Баня-Лука)
«Борац» (серб. Борац, босн. Borac) — боснійський футбольний клуб із Баня-Луки, заснований 1926 року. Сербською «борац» означає «боєць».

## Досягнення

### Національні
Прем'єр-ліга Боснії та Герцеговини:
- Чемпіон: 2010–11, 2020–21
- Бронзовий призер: 2009–10, 2011–12, 2012–13

Перша ліга Республіки Сербської:
- Чемпіон: 2000–01, 2005–06, 2007–08, 2016–17

Кубок Югославії:
- Володар кубка: 1987–88
- Фіналіст: 1973–74

Кубок Боснії і Герцеговини:
- Володар кубка: 2009–10, 2023/24
- Фіналіст: 2003–04, 2020–21, 2023–24

Кубок Республіки Сербської:
- Володар кубка: 1994–95, 1995–96, 2008–09

### Міжнародні
Кубок Мітропи:
- Володар кубка: 1992

## Виступи в єврокубках
| Сезон   | Змагання               | Раунд | Країна     | Клуб          | Вдома        | На виїзді |  |
| ------- | ---------------------- | ----- | ---------- | ------------- | ------------ | --------- |  |
| 1975–76 | Кубок володарів кубків | 1Р    | Люксембург | Рюмеланж      | 9–0          | 5–1       |  |
|         |                        | 2Р    | Бельгія    | Андерлехт     | 1–0          | 0–3       |  |
| 1988–89 | Кубок володарів кубків | 1Р    | СРСР       | Металіст      | 2–0          | 0–4       |  |
| 1992    | Кубок Мітропи          | 1/2   | Італія     | Фоджа         | 2–2 п. (4–2) |           |  |
|         |                        | Фінал | Угорщина   | БВСК          | 1–1 п. (5–3) |           |  |
| 2010–11 | Ліга Європи            | 2К    | Швейцарія  | Лозанна       | 1–1          | 0–1       |  |
| 2011–12 | Ліга чемпіонів         | 2К    | Ізраїль    | Маккабі Хайфа | 3–2          | 1–5       |  |
| 2012–13 | Ліга Європи            | 1К    | Чорногорія | Челік         | 2–2          | 1–1       |  |

## Склад команди
Станом на 29 квітня 2025
| №  | Поз. | Нац.                 | Гравець                  |
| -- | ---- | -------------------- | ------------------------ |
| 1  | ВР   | Північна Македонія   | Дам'ян Шишковський       |
| 2  | ЗХ   | Нідерланди           | Барт Меєрс               |
| 5  | ПЗ   | Північна Македонія   | Бобан Николов            |
| 6  | ЗХ   | Хорватія             | Макс Челич               |
| 10 | НП   | Боснія і Герцеговина | Давид Вукович            |
| 12 | НП   | Боснія і Герцеговина | Амер Гірош               |
| 15 | ПЗ   | Боснія і Герцеговина | Срдан Граховац (капітан) |
| 16 | ЗХ   | Колумбія             | Себастьян Еррера         |
| 18 | ЗХ   | Боснія і Герцеговина | Александар Субич         |

| №  | Поз. | Нац.                 | Гравець            |
| -- | ---- | -------------------- | ------------------ |
| 20 | ЗХ   | Боснія і Герцеговина | Зоран Квржич       |
| 23 | ПЗ   | Боснія і Герцеговина | Стоян Враньєш      |
| 24 | ЗХ   | Кюрасао              | Юріх Кароліна      |
| 30 | НП   | Словенія             | Грегор Байде       |
| 51 | ЗХ   | Сербія               | Віктор Роган       |
| 77 | ПЗ   | Австрія              | Стефан Савич       |
| 98 | ПЗ   | Словенія             | Санді Огрінец      |
| 99 | НП   | Сербія               | Джордже Деспотович |